# 金志樹
金志樹（キム・ジス、韓国語: 김지수、Kim Ji-soo、2004年12月24日 - ）は、大韓民国・京畿道富川市出身のサッカー選手。2. ブンデスリーガ・1.FCカイザースラウテルン所属。ポジションはDF。

## クラブ経歴

### 城南FC
2017年に城南FCのユースアカデミーに入団。2022年2月にトップチーム昇格が決まり、プロ契約を締結。同年シーズンは初のKリーグ1で19試合に出場。早速FCバイエルン・ミュンヘンなどが関心を示していると報じられた。

### ブレントフォードFC
2023年6月23日、ブレントフォードFCと4年契約を締結。2023-24シーズンは当初はBチームに配属されていたものの、シーズン途中よりトップチームに帯同。しかしながら出場機会は得られなかった。2024年6月に正式にトップチームへの選手登録が発表された。
2024年12月27日にアウェーのアメックス・スタジアムで行われたブライトン・アンド・ホーヴ・アルビオンFC戦においてベン・ミーの負傷により78分から交代で途中出場し、韓国人史上最年少となる20歳と3日でプレミアリーグデビューを果たした。

#### カイザースラウテルンへのローン
2025年7月22日、ドイツ・2. ブンデスリーガの1.FCカイザースラウテルンへ1シーズンの期限付き移籍で加入した。

## 代表経歴
2023年にAFC U20アジアカップ2023のU-20韓国代表に招集。3位に入り、2023 FIFA U-20ワールドカップにも出場。同年8月には、当時の代表監督ユルゲン・クリンスマンに見出され、A代表にも招集された。